# Liste der technischen Regelwerke für das Straßenwesen in Deutschland
Für Planung, Entwurf, Bau und Betrieb von Straßen existiert in Deutschland eine Vielzahl technischer Anleitungen, die teilweise zur Information und Beratung dienen, teilweise auch verbindlich eingehalten werden müssen. Die nachfolgende Liste der technischen Regelwerke für das Straßenwesen versucht, einen Überblick darüber zu geben, ohne Anspruch auf Vollständigkeit zu erheben.

## Allgemeine Technische Vertragsbedingungen, Auszug
- ATV-DIN 18 299 - Allgemeine Technische Vertragsbedingungen für Bauleistungen - Allgemeine Regelungen für Bauarbeiten jeder Art
- ATV-DIN 18 300 - Allgemeine Technische Vertragsbedingungen für Bauleistungen - Erdarbeiten
- ATV-DIN 18 315 - Allgemeine Technische Vertragsbedingungen für Bauleistungen - Verkehrswegebauarbeiten - Oberbauschichten ohne Bindemittel
- ATV-DIN 18 316 - Allgemeine Technische Vertragsbedingungen für Bauleistungen - Verkehrswegebauarbeiten - Oberbauschichten mit hydraulischen Bindemitteln
- ATV-DIN 18 317 - Allgemeine Technische Vertragsbedingungen für Bauleistungen - Verkehrswegebauarbeiten - Oberbauschichten aus Asphalt
- ATV-DIN 18 318 - Allgemeine Technische Vertragsbedingungen für Bauleistungen - Verkehrswegebauarbeiten - Pflasterdecken und Plattenbeläge, Einfassungen

## Allgemeine Technische Bestimmungen
- Allgemeine Technische Bestimmungen für die Benutzung von Straßen durch Leitungen und Telekommunikationslinien (ATB-BeStra)
- Allgemeine Technische Bestimmungen für die Benutzung von Straßen durch Telekommunikationslinien (ATB Tele-Stra) (durch ATB-BeStra ersetzt)

## Anleitungen
- Anleitung zur Prüfung lichttechnischer Eigenschaften von Fahrbahnoberflächen und Mineralstoffen mit dem Straßenreflektometer

## Anweisungen
- AKVS - Anweisung zur Kostenermittlung und zur Veranschlagung von Straßenbaumaßnahmen
- ASB - Anweisung Straßeninformationsbank

Teilsystem: Bestandsdaten
Teilsystem: Netzdaten
- ASB-ING - Anweisung Straßeninformationssystem

Teilsystem: Bauwerksdaten
- Anweisung zum Schutze unterirdischer Anlagen der Deutschen Telekom AG bei Arbeiten anderer (Kabelschutzanweisung)

## Arbeitsanleitungen
- Arbeitsanleitung für den Einsatz radiometrischer Geräte für zerstörungsfreie Dichtemessungen auf Asphaltschichten
- Arbeitsanleitung für Griffigkeitsmessungen mit dem SRM
- Arbeitsanleitung zur Prüfung von Asphalt (ALP A-StB)

## Bedingungen
- Bedingungen für die Anwendung des Bauverfahrens „Bewehrte Erde“
- Bedingungen für die Anwendung von Wellstahlrohren

## Begriffsbestimmungen
- Begriffsbestimmungen, Teil: Straßenbautechnik
- Begriffsbestimmungen, Teil: Verkehrsplanung, Straßenentwurf und Straßenbetrieb

## DIN
- DIN 482 - Straßenbordsteine aus Naturstein
- DIN 483 - Bordsteine aus Beton - Formen, Maße, Kennzeichnung
- DIN 1076 - Ingenieurbauwerke im Zuge von Straßen und Wegen - Überwachung und Prüfung
- DIN 1229 - Aufsätze und Abdeckungen für Verkehrsflächen - Sicherung des Deckels oder Rostes im Rahmen
- DIN 1996 - Prüfung von Asphalt, alt: Prüfung bituminöser Massen für den Straßenbau und verwandte Gebiete
- DIN 1998 - Unterbringung von Leitungen und Anlagen in öffentlichen Verkehrsflächen - Richtlinie für die Planung
- DIN 4301 - Eisenhüttenschlacke und Metallhüttenschlacke im Bauwesen
- DIN 6163 - Farben und Farbgrenzen für Signallichter bei der Eisenbahn und im öffentlichen Nahverkehr
- DIN 6171 - Aufsichtfarben für Verkehrszeichen und Verkehrseinrichtungen
- DIN 13201 - Straßenbeleuchtung
- DIN 18040-3 - Barrierefreies Bauen - Planungsgrundlagen - Teil 3: Öffentlicher Verkehrs- und Freiraum
- DIN 18121-2 - Baugrund, Untersuchung von Bodenproben - Wassergehalt - Teil 2: Bestimmung durch Schnellverfahren
- DIN 18122-2 - Baugrund – Untersuchung von Bodenproben – Zustandsgrenzen (Konsistenzgrenzen) – Teil 2: Bestimmung der Schrumpfgrenze
- DIN 18126 - Baugrund, Untersuchung von Bodenproben - Bestimmung der Dichte nichtbindiger Böden bei lockerster und dichtester Lagerung
- DIN 18127 - Baugrund, Versuche und Versuchsgeräte - Proctorversuch
- DIN 18134 - Baugrund, Versuche und Versuchsgeräte - Plattendruckversuch
- DIN 18196 - Erd- und Grundbau - Bodenklassifikation für bautechnische Zwecke
- DIN 18299 - VOB Vergabe- und Vertragsordnung für Bauleistungen - Teil C: Allgemeine Technische Vertragsbedingungen für Bauleistungen (ATV) - Allgemeine Regelungen für Bauarbeiten jeder Art
- DIN 18300 - VOB Vergabe- und Vertragsordnung für Bauleistungen - Teil C: Allgemeine Technische Vertragsbedingungen für Bauleistungen (ATV) - Erdarbeiten
- DIN 18315 - VOB Vergabe- und Vertragsordnung für Bauleistungen - Teil C: Allgemeine Technische Vertragsbedingungen für Bauleistungen (ATV) - Verkehrswegebauarbeiten - Oberbauschichten ohne Bindemittel
- DIN 18316 - VOB Vergabe- und Vertragsordnung für Bauleistungen - Teil C: Allgemeine Technische Vertragsbedingungen für Bauleistungen (ATV) - Verkehrswegebauarbeiten - Oberbauschichten mit hydraulischen Bindemitteln
- DIN 18317 - VOB Vergabe- und Vertragsordnung für Bauleistungen - Teil C: Allgemeine Technische Vertragsbedingungen für Bauleistungen (ATV) - Verkehrswegebauarbeiten - Oberbauschichten aus Asphalt
- DIN 18318 - VOB Vergabe- und Vertragsordnung für Bauleistungen - Teil C: Allgemeine Technische Vertragsbedingungen für Bauleistungen (ATV) - Pflasterdecken und Plattenbeläge, Einfassungen
- DIN 18500-1 - Betonwerkstein - Teil 1: Begriffe, Anforderungen, Prüfung
- DIN 18503 - Pflasterklinker - Anforderungen und Prüfverfahren
- DIN 18915 bis 18920 - Vegetationstechnik im Landschaftsbau
- DIN 52005 - Bitumen und bitumenhaltige Bindemittel – Bestimmung der Asche
- DIN 52018 - Bitumen und bitumenhaltige Bindemittel - Thermische Beanspruchung in einer Wärmekammer und Bestimmung der Masseänderung durch thermische Beanspruchung
- DIN 52033 - Bitumen und bitumenhaltige Bindemittel – Bestimmung des Klebeverhaltens von Kaltbitumen
- DIN 52045-1 - Bitumen und bitumenhaltige Bindemittel - Verdunstungsprüfung - Teil 1: Prüfung von Kaltbitumen
- DIN 52096 - Prüfung von Füllern für den Straßenbau - Versteifende Wirkung von Füller auf Bitumen - Stabilisierungsindex
- DIN 52099 - Prüfung von Gesteinskörnungen – Prüfung auf Reinheit
- DIN 52106 - Prüfung von Gesteinskörnungen – Untersuchungsverfahren zur Beurteilung der Verwitterungsbeständigkeit
- DIN 67520 - Retroreflektierende Materialien zur Verkehrssicherung - Lichttechnische Mindestanforderungen an Reflexstoffe
- DIN 67523 - Beleuchtung von Fußgängerüberwegen (Zeichen 293 StVO) mit Zusatzbeleuchtung
- DIN 67524 - Beleuchtung von Straßentunnel und Unterführungen
- DIN 67527 - Anforderungen an ortsfeste Signalleuchten im Straßenverkehr
- DIN 67528 - Beleuchtung von öffentlichen Parkbauten und öffentlichen Parkplätzen

## DIN EN
- DIN EN 58 - Probenahme bituminöser Bindemittel
- DIN EN 124 - Aufsätze und Abdeckungen für Verkehrsflächen - Baugrundsätze, Prüfungen, Kennzeichnungen, Güteüberwachung
- DIN EN 480 - Zusatzmittel für Beton, Mörtel und Einpressmörtel - Prüfverfahren
- DIN EN 932 - Prüfverfahren für allgemeine Eigenschaften von Gesteinskörnungen
- DIN EN 932 - Prüfverfahren für geometrische Eigenschaften von Gesteinskörnungen
- DIN EN 1097 - Prüfverfahren für mechanische und physikalische Eigenschaften von Gesteinskörnungen
- DIN EN 1338 - Pflastersteine aus Beton - Anforderungen und Prüfverfahren
- DIN EN 1339 - Platten aus Beton - Anforderungen und Prüfverfahren
- DIN EN 1340 - Bordsteine aus Beton - Anforderungen und Prüfverfahren
- DIN EN 1341 - Platten aus Naturstein für Außenbereiche - Anforderungen und Prüfverfahren
- DIN EN 1342 - Pflastersteine aus Naturstein für Außenbereiche - Anforderungen und Prüfverfahren
- DIN EN 1343 - Bordsteine aus Naturstein für Außenbereiche - Anforderungen und Prüfverfahren
- DIN EN 1344 - Pflasterziegel - Anforderungen und Prüfverfahren
- DIN EN 1367 - Prüfverfahren für thermische Eigenschaften und Verwitterungsbeständigkeit von Gesteinskörnungen
- DIN EN 1425 - Bitumen und bitumenhaltige Bindemittel – Feststellung der äußeren Beschaffenheit
- DIN EN 1426 - Bitumen und bitumenhaltige Bindemittel – Bestimmung der Nadelpenetration
- DIN EN 1427 - Bitumen und bitumenhaltige Bindemittel – Bestimmung des Erweichungspunktes – Ring- und Kugel-Verfahren
- DIN EN 1428 - Bitumen und bitumenhaltige Bindemittel – Bestimmung des Wassergehaltes von Bitumenemulsionen – Destillationsverfahren
- DIN EN 1429 - Bitumen und bitumenhaltige Bindemittel – Bestimmung des Siebrückstandes von Bitumenemulsionen und Bestimmung der Lagerbeständigkeit durch Sieben
- DIN EN 1430 - Bitumen und bitumenhaltige Bindemittel – Bestimmung der Teilchenpolarität von Bitumenemulsionen
- DIN EN 1431 - Bitumen und bitumenhaltige Bindemittel – Bestimmung des Destillationsrückstands und des Öldestillates von Bitumenemulsionen mittels Destillation
- DIN EN 1436 - Straßenmarkierungsmaterialien - Anforderungen an Markierungen auf Straßen
- DIN EN 1744 - Prüfverfahren für chemische Eigenschaften von Gesteinskörnungen
- DIN EN 12368 - Anlagen zur Verkehrssteuerung - Signalleuchten
- DIN EN 12593 - Bitumen und bitumenhaltige Bindemittel – Bestimmung des Brechpunktes nach Fraaß
- DIN EN 12594 - Bitumen und bitumenhaltige Bindemittel – Vorbereitung von Untersuchungsproben
- DIN EN 12595 - Bitumen und bitumenhaltige Bindemittel – Bestimmung der kinematischen Viskosität
- DIN EN 12596 - Bitumen und bitumenhaltige Bindemittel – Bestimmung der dynamischen Viskosität mit Vakuum-Kapillaren
- DIN EN 12597 - Bitumen und bitumenhaltige Bindemittel – Terminologie
- DIN EN 12607 - Bitumen und bitumenhaltige Bindemittel – Bestimmung der Beständigkeit gegen Verhärtung unter Einfluss von Wärme und Luft
- DIN EN 12675 - Steuergeräte für Lichtsignalanlagen - Funktionale Sicherheitsanforderungen
- DIN EN 12697 - Asphalt – Prüfverfahren für Heißasphalt
- DIN EN 12846 - Bitumen und bitumenhaltige Bindemittel – Bestimmung der Ausflusszeit von Bitumenemulsionen mittels Ausflussviskosimeter
- DIN EN 12847 - Bitumen und bitumenhaltige Bindemittel – Bestimmung des Absetzverhaltens von Bitumenemulsionen
- DIN EN 12848 - Bitumen und bitumenhaltige Bindemittel – Bestimmung der Mischstabilität von Bitumenemulsionen mit Zement
- DIN EN 12849 - Bitumen und bitumenhaltige Bindemittel – Bestimmung der Eindringfähigkeit von Bitumenemulsionen
- DIN EN 12850 - Bitumen und bitumenhaltige Bindemittel – Bestimmung des pH-Wertes von Bitumenemulsionen
- DIN EN 13074 - Bitumen und bitumenhaltige Bindemittel – Rückgewinnung des Bindemittels aus Bitumenemulsionen durch Verdunstung
- DIN EN 13075 - Bitumen und bitumenhaltige Bindemittel – Bestimmung des Brechverhaltens
- DIN EN 13179 - Prüfverfahren für mineralische Füller in bitumenhaltigen Mischungen
- DIN EN 13286 - Ungebundene und hydraulisch gebundene Gemische
- DIN EN 13301 - Bitumen und bitumenhaltige Bindemittel – Bestimmung der Ausölneigung von Bitumen
- DIN EN 13302 - Bitumen und bitumenhaltige Bindemittel – Bestimmung der Viskosität von Bitumen mit einem Rotationsviskosimeter
- DIN EN 13303 - Bitumen und bitumenhaltige Bindemittel – Bestimmung des Masseverlustes von Industriebitumen nach Erwärmung
- DIN EN 13304 - Bitumen und bitumenhaltige Bindemittel – Spezifikationsrahmen für oxidiertes Bitumen
- DIN EN 13357 - Bitumen und bitumenhaltige Bindemittel – Bestimmung der Ausflusszeit von Mineralölverschnittbitumen und -fluxbitumen
- DIN EN 13358 - Bitumen und bitumenhaltige Bindemittel – Bestimmung des Destillationsverlaufes von Erzeugnissen aus Kaltbitumen
- DIN EN 13398 - Bitumen und bitumenhaltige Bindemittel – Bestimmung der elastischen Rückstellung von modifiziertem Bitumen
- DIN EN 13399 - Bitumen und bitumenhaltige Bindemittel – Bestimmung der Lagerbeständigkeit von modifiziertem Bitumen
- DIN EN 13587 - Bitumen und bitumenhaltige Bindemittel – Bestimmung der Streckeigenschaften von bitumenhaltigen Bindemitteln mit dem Zugprüfverfahren
- DIN EN 13588 - Bitumen und bitumenhaltige Bindemittel – Bestimmung der Kohäsion von bitumenhaltigen Bindemitteln mit der Pendelprüfung
- DIN EN 13589 - Bitumen und bitumenhaltige Bindemittel – Bestimmung der Streckeigenschaften von modifiziertem Bitumen mit dem Kraft-Duktilitäts-Verfahren
- DIN EN 13614 - Bitumen und bitumenhaltige Bindemittel – Bestimmung des Haftverhaltens von Bitumenemulsionen bei Wasserlagerung – Verfahren mit Gesteinskörnung
- DIN EN 13632 - Bitumen und bitumenhaltige Bindemittel – Visualisierung der Polymerverteilung in polymermodifiziertem Bitumen
- DIN EN 13702 - Bitumen und bitumenhaltige Bindemittel – Bestimmung der dynamischen Viskosität von modifiziertem Bitumen – Teil 1: Platte-Kegel-Verfahren
- DIN EN 13703 - Bitumen und bitumenhaltige Bindemittel – Bestimmung der Formänderungsarbeit

## DIN EN ISO
- DIN EN ISO 2592 - Mineralölerzeugnisse – Bestimmung des Flamm- und Brennpunktes – Verfahren mit offenem Tiegel nach Cleveland
- DIN EN ISO 3838 - Rohöl und flüssige oder feste Mineralölerzeugnisse – Bestimmung der Dichte oder der relativen Dichte – Verfahren mittels Pyknometer mit Kapillarstopfen und Bikapillar-Pyknometer mit Skale
- DIN EN ISO 17892-4 Geotechnische Erkundung und Untersuchung – Laborversuche an Bodenproben – Teil 4: Bestimmung der Korngrößenverteilung

## DIN VDE
- DIN VDE 0832-100 - Straßenverkehrs-Signalanlagen

## Empfehlungen derForschungsgesellschaft für Straßen- und Verkehrswesen
Empfehlungen sind die zweithöchste Hierarchiestufe innerhalb der FGSV-Regelwerke, nach den Richtlinie.
- Empfehlungen für Anlagen des öffentlichen Personennahverkehrs (EAÖ)
- Empfehlungen für das Erhaltungsmanagement von Innerortsstraßen (E EMI)
- Empfehlungen für das Sicherheitsaudit von Straßen (E SAS) – ersetzt durch RSAS
- Empfehlungen für Anlagen des ruhenden Verkehrs (EAR)
- Empfehlungen für die Anlage von Erschließungsstraßen (EAE) – abgelöst durch die RASt 06
- Empfehlungen für die Anlage von Hauptverkehrsstraßen (EAHV) – abgelöst durch die RASt 06
- Empfehlungen für die Gestaltung von Lärmschutzanlagen von Straßen
- Empfehlungen für die landschaftspflegerische Ausführung im Straßenbau (ELA)
- Empfehlungen für die Sicherheitsanalyse von Straßennetzen (ESN)
- Empfehlungen für Fußgängerverkehrsanlagen (EFA)
- Empfehlungen für Planung, Bau und Betrieb von Busbahnhöfen
- Empfehlungen für Radverkehrsanlagen (ERA)
- Empfehlungen für Rastanlagen an Straßen (ERS)
- Empfehlungen für Verkehrserhebungen (EVE)
- Empfehlungen für Verkehrsplanungsprozesse (EVP)
- Empfehlungen für Wirtschaftlichkeitsuntersuchungen an Straßen (EWS)
- Empfehlungen zur Straßenbepflanzung in bebauten Gebieten
- Empfehlungen zur Straßenraumgestaltung innerhalb bebauter Gebiete (ESG)
- Empfehlungen zum Schutz vor Unfällen mit Aufprall auf Bäume (ESAB)
- Praktische Empfehlungen für ein effektives Räumen und Streuen im Straßenwinterdienst
- E Klima 2022, Empfehlungen zur Anwendung und Weiterentwicklung von FGSV-Veröffentlichungen im Bereich Verkehr zur Erreichung von Klimaschutzzielen. Klimarelevante Vorgaben, Standards und Handlungsoptionen zur Berücksichtigung bei der Planung, dem Entwurf und dem Betrieb von Verkehrsangeboten und Verkehrsanlagen. FGSV Nr. 990[1]

## Gesetze
Neben den Straßen- und Wegegesetzen der einzelnen Bundesländer sind folgende Gesetze für das Straßenwesen besonders relevant.
| Titel | Kurztitel                                             | Abkürzung            | Bemerkung                                                                              |
| --- | ----------------------------------------------------- | -------------------- | -------------------------------------------------------------------------------------- |
| Bundesfernstraßengesetz | Bundesfernstraßengesetz                               | FStrG                |                                                                                        |
| Bundeswasserstraßengesetz | Bundeswasserstraßengesetz                             | WaStrG               |                                                                                        |
| Gesetz über den Ausbau der Bundesfernstraßen | Fernstraßenausbaugesetz                               | FStrAbG              |                                                                                        |
| Gesetz gegen Wettbewerbsbeschränkungen |                                                       | GWB                  |                                                                                        |
| Gesetz über das Inverkehrbringen von und den freien Warenverkehr mit Bauprodukten                                                                                           | Bauproduktengesetz                                    | BauPG                |                                                                                        |
| Gesetz über die Erhebung von streckenbezogenen Gebühren für die Benutzung von Bundesautobahnen und Bundesstraßen                                                            | Bundesfernstraßenmautgesetz                           | BFStrMG              | ersetzt seit dem 19. Juli 2011 das Autobahnmautgesetz für schwere Nutzfahrzeuge (ABMG) |
| Gesetz über die Statistik der See- und Binnenschifffahrt, des Güterkraftverkehrs, des Luftverkehrs sowie des Schienenverkehrs und des gewerblichen Straßen-Personenverkehrs | Verkehrsstatistikgesetz                               | VerkStatG            |                                                                                        |
| Gesetz über die Statistik der Straßenverkehrsunfälle | Straßenverkehrsunfallstatistikgesetz                  | StVUnfStatG          |                                                                                        |
| Gesetz über die Umweltverträglichkeitsprüfung |                                                       | UVPG                 |                                                                                        |
| Gesetz über die vermögensrechtlichen Verhältnisse der Bundesautobahnen und sonstigen Bundesstraßen des Fernverkehrs                                                         |                                                       |                      |                                                                                        |
| Gesetz über den Betrieb elektronischer Mautsysteme | Mautsystemgesetz                                      | MautSysG             |                                                                                        |
| Gesetz über Finanzhilfen des Bundes zur Verbesserung der Verkehrsverhältnisse der Gemeinden                                                                                 | Gemeindeverkehrsfinanzierungsgesetz                   | GVFG                 |                                                                                        |
| Gesetz über Kreuzungen von Eisenbahnen und Straßen | Eisenbahnkreuzungsgesetz                              | EKrG                 |                                                                                        |
| Gesetz zur Änderung des Autobahnmautgesetzes für schwere Nutzfahrzeuge und zur Errichtung einer Verkehrsinfrastrukturfinanzierungsgesellschaft                              | Verkehrsinfrastrukturfinanzierungsgesellschaftsgesetz | VIFGG                |                                                                                        |
| Gesetz zur Vereinfachung der Planungsverfahren für Verkehrswege | Planungsvereinfachungsgesetz                          | PlVereinfG           |                                                                                        |
| Gesetz zur Beschleunigung von Planungsverfahren für Infrastrukturvorhaben                                                                                                   | Infrastrukturplanungsbeschleunigungsgesetz            | InfraStrPlanVBeschlG |                                                                                        |
| Landesstraßengesetz | Landesstraßengesetz                                   | LStrG                |                                                                                        |
| Straßenbaufinanzierungsgesetz | Straßenbaufinanzierungsgesetz                         | StrFinG              |                                                                                        |

## Grundsätze
- Grundsätze für das Aufstellen Technischer Regelwerke für das Straßenwesen - Arten und Inhalt
- Grundsätze für das Programm „Radwege an Bundesstraßen in der Baulast des Bundes“
- Grundsätze für den Einsatz der für Aufgaben der Notfallplanung/zivilen Verteidigung im Straßenbau beschafften Geräte
- Grundsätze für die Aufstellung von Verkehrsschildern an Bundesfernstraßen
- Grundsätze für die Gestaltung ländlicher Wege bei Baumaßnahmen an Bundesfernstraßen

## Handbücher
- Anforderungen älterer Menschen an öffentliche Verkehrssysteme
- Handbuch für die Bemessung von Straßenverkehrsanlagen (HBS)
- Handbuch für die Vergabe und Ausführung von Bauleistungen im Straßen- und Brückenbau (HVA B-StB)
- Handbuch für die Vergabe und Ausführung von freiberuflichen Leistungen der Ingenieure und Landschaftsarchitekten im Straßen- und Brückenbau (HVA F-StB)
- Handbuch für die Vergabe und Ausführung von Lieferungen und Leistungen im Straßen- und Brückenbau (HVA L-StB)

## Hinweise
- Hinweise auf Verfahren bei Verkehrsplanungen im Personenverkehr
- Hinweise für Arbeitsplätze zur interaktiven Bearbeitung von Aufgaben des Verkehrs-System-Managements
- Hinweise für barrierefreie Verkehrsanlagen (H BVA)
- Hinweise für Beschaffung und Einsatz von Streumaschinen (H StreuM)
- Hinweise für Bieter zur Präqualifikation für Bauunternehmen
- Hinweise für das Anbringen von Verkehrszeichen und Verkehrseinrichtungen (HAV)
- Hinweise für das Schließen und die Sanierung von Rissen sowie schadhaften Nähten und Anschlüssen in Verkehrsflächen aus Asphalt (H SR)
- Hinweise für den kurzzeitigen Einsatz von Straßenverkehrszählgeräten
- Hinweise für die einheitliche Gestaltung und Anwendung an Bundesfernstraßen - Dynamische Wegweiser mit integrierten Stauinformationen (dWiSta)
- Hinweise für die Entwicklung von Güterverkehrszentren
- Hinweise für die Herstellung von Gussasphaltdeckschichten mit lärmtechnisch verbesserten Eigenschaften
- Hinweise für die Inventarisierung der Beschilderung und Markierung an Straßen
- Hinweise für die Wahl der Bauart von Verkehrszeichen und Verkehrseinrichtungen hinsichtlich ihrer lichttechnischen Eigenschaften (HWBV)
- Hinweise für die Weitergabe von DV-Verfahren
- Hinweise für Einsatz und Planung von Geschwindigkeitswarnanlagen
- Hinweise für Maßnahmen an bestehenden Straßen in Wasserschutzgebieten
- Hinweise für Planung, Bau und Betrieb von Taumittelsprühanlagen (TMS)
- Hinweise für Steuerungsmodelle von Wechselverkehrszeichenanlagen in Außerortsbereichen
- Hinweise für umsetzbare Stauwarnanlagen (HUS)
- Hinweise zu den Unterlagen gemäß § 6 UVPG für Bundesfernstraßen
- Hinweise zu einer stadtverträglichen Verkehrsplanung
- Hinweise zu Methoden computergestützter Erhebungen zum individuellen Verkehrsverhalten
- Hinweise zu Park+Ride (P+R) und Bike+Ride (B+R)
- Hinweise zu Parkleitsystemen - Konzeption und Steuerung
- Hinweise zu regionalen Siedlungs- und Verkehrskonzepten
- Hinweise zu Straßenräumen mit besonderem Überquerungsbedarf – Anwendungsmöglichkeiten des „Shared Space“-Gedankens
- Hinweise zu variablen Fahrstreifenzuteilungen - Anwendungsbeispiele und Einsatzmöglichkeiten
- Hinweise zu Verkehrsrechnern als Bestandteil der innerörtlichen Lichtsignalsteuerung
- Hinweise zum Einsatz bargeldloser Zahlungsmittel beim Parken
- Hinweise zum Fahrradparken
- Hinweise zum Fundamentaldiagramm
- Hinweise zum Radverkehr außerhalb städtischer Gebiete (H RaS)
- Hinweise zu Radschnellverbindungen und Radvorrangrouten (H RSV)
- Hinweise zur Abfallentsorgung im Straßenbetriebsdienst
- Hinweise zur Behandlung von Ver- und Entsorgungsleitungen sowie Telekommunikationsleitungen bei Straßenbaumaßnahmen des Bundes
- Hinweise zur Berücksichtigung des Naturschutzes und der Landschaftspflege beim Bundesfernstraßenbau (HNL-S 99)
- Hinweise zur Beschilderung von Radverkehrsanlagen nach der Allgemeinen Verwaltungsvorschrift zur Straßenverkehrs-Ordnung
- Hinweise zu Bevorrechtigungsmaßnahmen für den ÖPNV im städtischen Verkehrsmanagement
- Hinweise zur Datenverarbeitung im Straßenentwurf
- Hinweise zur Erfassung und Nutzung von Umfelddaten in Streckenbeeinflussungsanlagen
- Hinweise zur Integration der Belange von Kindern in die Verkehrsplanung
- Hinweise zur kurzzeitigen automatischen Erfassung von Daten des Straßenverkehrs
- Hinweise zur Messung von Präferenzstrukturen mit Methoden der Stated Preferences
- Hinweise zur Methodik der Untersuchung von Straßenverkehrsunfällen
- Hinweise zur Schätzung des Verkehrsaufkommens für Gebietstypen
- Hinweise zur Schätzung von Verkehrsbeziehungen mit Hilfe von Querschnittszählungen
- Hinweise zur Sicherung von Messfahrzeugen für die Zustandserfassung und -bewertung auf Bundesautobahnen und Bundesstraßen mit mehreren Fahrstreifen pro Richtung (HSM 2000)
- Hinweise zur Strategieentwicklung im dynamischen Verkehrsmanagement
- Hinweise zur Überprüfung von Steuerungsmaßnahmen in innerörtlichen Straßennetzen
- Hinweise zur Umsetzung landschaftspflegerischer Kompensationsmaßnahmen beim Bundesfernstraßenbau
- Hinweise zur Unterstützung des Fachplanungsträgers bei der Erfüllung von Ausgleichs-/Ersatzverpflichtungen durch Bodenordnungsverfahren nach dem Flurbereinigungsgesetz
- Hinweise zur Verkehrsflussanalyse, Störfallentdeckung und Verkehrsflussprognose für die Verkehrsbeeinflussung in Außerortsbereichen
- Hinweise zur Versickerung von Niederschlagswasser im Straßenraum
- Hinweise zur Verwendung von Braunkohlenflugasche aus Kraftwerken mit Kohlenstaubfeuerung im Erdbau
- Planungshinweise für Stadtstraßen in Hamburg (PLAST-Hmb)

## Kataloge
- Industrie-Norm für Aufstellvorrichtungen von Standardverkehrszeichen
- Katalog der Verkehrszeichen (VzKat)
- Maßnahmenkatalog zur Verbesserung der Wirtschaftlichkeit der Straßenunterhaltung und des Betriebsdienstes

## Leitfäden
- Leitfaden für das Qualitätsmanagement im Straßenbau
- Leitfaden für das Qualitätsmanagement im Straßenbau - Einsatz von Ingenieurbüros bei der Ausführung und Ausschreibung von Straßenbauleistungen
- Leitfaden für das Qualitätsmanagement im Straßenbau - Teil: Planungsleistungen, zur Erstellung von QM-Handbüchern und zum Aufbau
- Leitfaden für den Schülerverkehr
- Leitfaden für Verkehrsplanungen
- Leitfaden Objektbezogene Schadensanalyse
- Leitfaden zur FFH-Verträglichkeitsprüfung im Bundesfernstraßenbau - Leitfaden FFH-VP

## Merkblätter derFGSV
- Merkblatt Alleen (MA-StB 92)
- Merkblatt Dünne Schichten im Heißeinbau auf Versiegelung (M DSH-V)
- Merkblatt für Anbaugeräte
- Merkblatt für Asphaltfundationsschichten im Heißeinbau (MAFS-H)
- Merkblatt für Baumpflegearbeiten an Straßen
- Merkblatt für das Fräsen von Asphaltbefestigungen (MFA)
- Merkblatt für das Rückformen von Asphalttragschichten
- Merkblatt für das Verdichten von Asphalt
- Merkblatt für die Anlage von Kreisverkehren
- Merkblatt für die Anwendung von Vliesstoffen unter Fahrbahndecken aus Beton (M VuB)
- Merkblatt für die Ausbildung und Zertifizierung der Sicherheitsauditoren von Straßen
- Merkblatt für die Auswertung von Straßenverkehrsunfällen
- Merkblatt für die Entwässerung von Flugplätzen
- Merkblatt für die Erhaltung ländlicher Wege
- Merkblatt für die Erhaltung von Verkehrsflächen aus Beton (MEB)
- Merkblatt für die gebirgsschonende Ausführung von Spreng- und Abtragsarbeiten an Felsböschungen
- Merkblatt für die Herstellung flüssigkeitsundurchlässiger Asphaltbefestigungen für Anlagen zum Umgang mit wassergefährdenden Stoffen (MfA-Uws)
- Merkblatt für die Herstellung und Verarbeitung von Luftporenbeton
- Merkblatt für die Herstellung von Halbstarren Deckschichten
- Merkblatt für die Herstellung von Oberflächentexturen auf Fahrbahndecken aus Beton (M OB)
- Merkblatt für die Kontrolle und Wartung von Sickeranlagen
- Merkblatt für die Temperaturabsenkung von Asphalt (M TA)
- Merkblatt für die Überprüfung von Streugeräten für den Straßenwinterdienst
- Merkblatt für die Untergrundverbesserung durch Tiefenrüttler
- Merkblatt für die Verdichtung des Untergrundes und des Unterbaus im Straßenbau
- Merkblatt für die Verhütung von Frostschäden an Straßen
- Merkblatt für die Verwendung von Naturasphalten im Asphaltstraßenbau
- Merkblatt für die Verwertung von Asphaltgranulat (M VAG)
- Merkblatt für die Verwertung von Asphaltgranulat und pechhaltigen Straßenbaustoffen in Tragschichten mit hydraulischen Bindemitteln
- Merkblatt für die Wahl der lichttechnischen Leistungsklasse von vertikalen Verkehrszeichen und Verkehrseinrichtungen (M LV)
- Merkblatt für die Wiederverwendung pechhaltiger Ausbaustoffe im Straßenbau unter Verwendung von Bitumenemulsionen
- Merkblatt für den Bau griffiger Asphaltdeckschichten (M BgA)
- Merkblatt für den Bau kompakter Asphaltbefestigungen (M KA)
- Merkblatt für den Bau offenporiger Asphaltdeckschichten
- Merkblatt für den Bau von Busverkehrsflächen
- Merkblatt für den Bau von Flugbetriebsflächen aus Asphalt (M BFA)
- Merkblatt für den Bau von Flugbetriebsflächen aus Beton
- Merkblatt für den Bau von Tragschichten und Tragdeckschichten mit Walzbeton für Verkehrsflächen
- Merkblatt für den Entwurf und die Herstellung von Raumgitterwänden und -wällen
- Merkblatt für den Unterhaltungs- und Betriebsdienst an Straßen
- Merkblatt für den Winterdienst an Straßen
- Merkblatt für Dränbetontragschichten (DBT)
- Merkblatt für Ebenheitsprüfungen
- Merkblatt für Eignungsprüfungen an Asphalt
- Merkblatt für einfache landschaftsgerechte Sicherungsbauweisen
- Merkblatt für Flächenbefestigungen mit Pflasterdecken und Plattenbelägen
- Merkblatt für Geschwindigkeitsmessungen im Straßenbau
- Merkblatt für griffigkeitsverbessernde Maßnahmen an Verkehrsflächen aus Asphalt
- Merkblatt für hydraulisch gebundene Tragschichten aus sandreichen Mineralstoffgemischen
- Merkblatt für Kaltrecycling in situ (M KRC)
- Merkblatt für Maßnahmen zur Beschleunigung des öffentlichen Personennahverkehrs mit Straßenbahnen und Bussen
- Merkblatt für Untersuchungen an abzubrechenden Brücken
- Merkblatt für Schichten ohne Bindemittel(M SoB)
- Merkblatt für Versickerungsfähige Verkehrsflächen (M VV)
- Merkblatt für Winterdienstfahrzeuge
- Merkblatt über Anforderungen an Untersuchungsstrecken
- Merkblatt über bauliche Maßnahmen zur Verkehrsberuhigung
- Merkblatt über Baumstandorte und unterirdische Ver- und Entsorgungsanlagen
- Merkblatt über Bodenverfestigungen und Bodenverbesserungen mit Bindemitteln
- Merkblatt über die Anwendung von Geokunststoffen im Erdbau des Straßenbaues (M Geok E)
- Merkblatt über die statistische Auswertung von Prüfergebnissen
- Merkblatt über die Verbreiterung ländlicher Wege
- Merkblatt über die Verfestigung von Müllverbrennungsasche mit hydraulischen Bindemitteln
- Merkblatt über die Verwendung mineralischer Baustoffe aus Bergbaustätigkeiten im Straßen- und Erdbau
- Merkblatt über die Verwendung von Eisenhüttenschlacken im Straßenbau (M EHS)
- Merkblatt über die Verwendung von EPS-Hartschaumstoffen beim Bau von Straßendämmen
- Merkblatt über die Verwendung von Gießereireststoffen im Straßenbau
- Merkblatt über die Verwendung von Hausmüllverbrennungsasche im Straßenbau (M HMVA)
- Merkblatt über die Verwendung von Kraftwerksnebenprodukten im Straßenbau(M KNP)
- Merkblatt über die Verwendung von Lavaschlacke im Straßen- und Wegebau (M Ls)
- Merkblatt über die Verwendung von Metallhüttenschlacken im Straßenbau (M MHS)
- Merkblatt über die Verwendung von Steinkohleflugasche im Straßenbau
- Merkblatt über die Wiederverwertung von mineralischen Baustoffen als Recycling-Baustoffe im Straßenbau (M RC)
- Merkblatt über den Einfluss der Hinterfüllung auf Bauwerke
- Merkblatt über den Finanzbedarf der Straßenerhaltung in den Gemeinden
- Merkblatt über den Rutschwiderstand von Pflaster und Plattenbelägen für den Fußgängerverkehr
- Merkblatt über den Unterhaltungs- und Betriebsdienst an Straßen
- Merkblatt über Detektoren für den Straßenverkehr
- Merkblatt über Felsgruppenbeschreibung für bautechnische Zwecke im Straßenbau
- Merkblatt über flächendeckende dynamische Verfahren zur Prüfung der Verdichtung im Erdbau
- Merkblatt über geotechnische Untersuchungen und Berechnungen im Straßenbau (M GUB)
- Merkblatt über Gleisanlagen in öffentlichen Verkehrsflächen, die von Kraftfahrzeugen befahren werden
- Merkblatt über Luftverunreinigungen an Straßen ohne oder mit lockerer Randbebauung (M LuS)
- Merkblatt über Rahmenbedingungen für erforderliche Fachkenntnisse zur Verkehrssicherung von Arbeitsstellen an Straßen (MVAS 99)
- Merkblatt über Schutzmaßnahmen gegen das Parken auf Nebenflächen
- Merkblatt über Straßenbau auf wenig tragfähigem Untergrund
- Merkblatt über Straßenbau und Flurneuordnung
- Merkblatt über Stützkonstruktionen aus Betonelementen, Blockschichtungen und Gabionen
- Merkblatt zum Amphibienschutz an Straßen (MAmS)
- Merkblatt zum Integralen Taktfahrplan
- Merkblatt zur Anlage von Querungshilfen für Tiere und zur Vernetzung von Lebensräumen an Straßen (M AQ 2008)
- Merkblatt zur Bewertung der Straßengriffigkeit bei Nässe (M BGriff)
- Merkblatt zur Felsbeschreibung für den Straßenbau
- Merkblatt zur Umweltverträglichkeitsstudie in der Straßenplanung (M UVS)
- Merkblatt zur wegweisenden Beschilderung für den Fußgängerverkehr
- Merkblatt zur wegweisenden Beschilderung für den Radverkehr
- Merkblatt zur Wiederverwendung von Beton aus Fahrbahndecken

## Regelungen
- Regelungen für die Elektronische Bauabrechnung, Sammlung REB

## Richtlinien
- Rahmenrichtlinie für den Verkehrswarndienst (RVWD)
- Richtlinien für bautechnische Maßnahmen an Straßen in Wasserschutzgebieten (RiStWag)
- Richtlinien für Bau und Betrieb von Nebenbetrieben an Bundesautobahnen sowie für die Erteilung einer Konzession (RN-BAB)
- Richtlinien für Bemessungsfahrzeuge und Schleppkurven zur Überprüfung der Befahrbarkeit von Verkehrsflächen
- Richtlinien für das Anwenden des Standardleistungskataloges (STLK) und von AVA-Programmen im Straßen- und Brückenbau (STLK/AVA-Richtlinien)
- Richtlinien für das Verfahren bei der Baudurchführung und Abrechnung von Maßnahmen nach dem Eisenbahnkreuzungsgesetz
- Richtlinien für das Verlegen und Anbringen von Leitungen an Brücken (RI-LEI-BRÜ)
- Richtlinien für das Sicherheitsaudit von Straßen (RSAS)
- Richtlinien für das Zusammenwirken bei Bauarbeiten in kommunalen Straßen
- Richtlinien für den Einsatz bewehrter Elastomerlager zur elastischen Lagerung von Brückenüberbauten
- Richtlinien für den ländlichen Wegebau (RLW)
- Richtlinien für den Lärmschutz an Straßen (RLS)
- Richtlinien für die Anerkennung von Prüfstellen für Baustoffe und Baustoffgemische im Straßenbau (RAP Stra 15)
- Richtlinien für die Anlage von Autobahnen (RAA)
- Richtlinien für die Anlage und Ausstattung von Fußgängerüberwegen (R-FGÜ 2001)  - Teil der EFA
- Richtlinien für die Anlage und den Bau von Straßen für militärische Schwerstfahrzeuge (RABS)
- Richtlinien für die Anlage von Landstraßen (RAL)
- Richtlinien für die Anlage von Meistereien - Baukonzeption für Autobahn- und Straßenmeistereien (RAM)
- Richtlinien für die Anlage von Straßen (RAS) - veraltet, nicht mehr gültig
  - Teil: Knotenpunkte (RAS-K)
    - Abschnitt 1: Plangleiche Knotenpunkte (RAS-K-1) - ersetzt durch die Richtlinien für die Anlage von Landstraßen (RAL)
    - Abschnitt 2: Planfreie Knotenpunkte (RAL-K-2, AH-RAL-K-2, RAS-K-2-B) - ersetzt durch die Richtlinien für die Anlage von Autobahnen (RAA) und die Richtlinien für die Anlage von Landstraßen (RAL).

  - Teil: Landschaftspflege (RAS-LP)
    - Abschnitt 1: Landschaftspflegerische Begleitplanung (RAS-LP 1) - ersetzt durch die Richtlinien für die landschaftspflegerische Begleitplanung im Straßenbau (RLBP).
    - Abschnitt 2: Landschaftspflegerische Ausführung (RAS-LP 2) - ersetzt durch die Empfehlungen für die landschaftspflegerische Ausführung im Straßenbau (ELA).
    - Abschnitt 3: Lebendverbau (RAS-LG 3)
    - Abschnitt 4: Schutz von Bäumen, Vegetationsbeständen und Tieren bei Baumaßnahmen (RAS-LP 4) - ersetzt durch die Richtlinien zum Schutz von Bäumen und Vegetationsbeständen bei Baumaßnahmen (R SBB)

  - Teil: Linienführung (RAS-L) - ersetzt durch die Richtlinien für die Anlage von Autobahnen (RAA) und die Richtlinien für die Anlage von Landstraßen (RAL).
  - Teil: Querschnitte (RAS-Q) - ersetzt durch die Richtlinien für die Anlage von Autobahnen (RAA) und die Richtlinien für die Anlage von Landstraßen (RAL).
  - Teil: Netzgestaltung (RAS-N) - ersetzt durch die Richtlinien für integrierte Netzgestaltung (RIN 2008).
  - Teil: Entwässerung (RAS-Ew)
  - Teil: Vermessung (RAS-Verm)
  - Teil: Anlagen des öffentlichen Personennahverkehrs (RAS-Ö) - ersetzt durch die Empfehlungen für Anlagen des öffentlichen Personennahverkehrs (EAÖ)
    - Abschnitt 1: Straßenbahn
    - Abschnitt 2: Omnibus und O-Bus
- Richtlinien für die Anlage von Stadtstraßen (RASt)
- Richtlinien für die Anlage von Tankstellen an Straßen (RAT)
- Richtlinien für die Anordnung von verkehrsregelnden Maßnahmen für den Transport gefährlicher Güter auf Straßen
- Richtlinien für die Aufstellung von nichtamtlichen Wegweisern für Messen, Ausstellungen, sportliche und ähnliche temporäre Großveranstaltungen
- Richtlinien für die Ausstattung und den Betrieb von Straßentunneln (RABT)
- Richtlinien für die bauliche Durchbildung und Ausstattung von Brücken zur Überwachung, Prüfung und Erhaltung (RBA-Brü 97)
- Richtlinien für die Beleuchtung der Verkehrsanlagen an Bundesautobahnen
- Richtlinien für die rechnerische Dimensionierung des Oberbaus von Verkehrsflächen mit Asphaltdeckschicht (RDO Asphalt 09)
- Richtlinien für die rechnerische Dimensionierung von Betondecken im Oberbau von Verkehrsflächen (RDO Beton 09)
- Richtlinien für die Gestaltung von einheitlichen Entwurfsunterlagen im Straßenbau (RE)
- Richtlinien für die Kennzeichnung von Ingenieurbauwerken mit beschränkter Durchfahrtshöhe über Straßen
- Richtlinien für die Markierung von Straßen (RMS)
- Richtlinien für die Planung, Ausführung und Unterhaltung von Verkehrsanlagen RV 96 bei der Erfüllung von Bauaufgaben des Bundes gemäß RBBau
- Richtlinien für die Planung von Erhaltungsmaßnahmen an Straßenbefestigungen (RPE-Stra 01)
- Richtlinien für die Regelung der Rechtsverhältnisse bei der Benutzung von Bundesfernstraßen in der Baulast des Bundes durch Straßenbahnen, Obusse und Kraftfahrzeuge im Linienverkehr
- Richtlinien für die verkehrsrechtliche Sicherung von Arbeitsstellen an Straßen (RSA 21)
- Richtlinien für die Standardisierung des Oberbaus von Verkehrsflächen (RStO)
- Richtlinien für die Übersicht auf die Bahnstrecke
- Richtlinien für die umweltverträgliche Anwendung von industriellen Nebenprodukten und Recycling-Baustoffen im Straßenbau (RuA-StB)
- Richtlinien für die umweltverträgliche Verwertung von Ausbaustoffen mit teer-/pechtypischen Bestandteilen sowie für die Verwertung von Ausbauasphalt im Straßenbau (RuVA-StB 01)
- Richtlinien für die wegweisende Beschilderung außerhalb von Autobahnen (RWB)
- Richtlinien für die wegweisende Beschilderung auf Autobahnen (RWBA 2000)
- Richtlinien für Entwurf und Ausbildung von Brückenbauwerken an Kreuzungen zwischen Strecken einer Eisenbahn des Bundes und der Bundesfernstraßen
- Richtlinien für Flugzeugverkehrsflächen der Bundeswehr (BFR 9051-FVF)
- Richtlinien für Frauenparkplätze an bewirtschafteten Rastanlagen der Bundesautobahnen
- Richtlinien für integrierte Netzgestaltung (RIN)
- Richtlinien für Lichtsignalanlagen (RiLSA)
- Richtlinien für passiven Schutz an Straßen durch Fahrzeug-Rückhaltesysteme (RPS)
- Richtlinien für Rastanlagen an Straßen - ersetzt durch die Empfehlungen für Rastanlagen an Straßen (ERS)
- Richtlinien für Umleitungsbeschilderungen (RUB 1992)
- Richtlinien für Wechselverkehrszeichen an Bundesfernstraßen (RWVZ)
- Richtlinien für Wechselverkehrszeichenanlagen an Bundesfernstraßen (RWVA)
- Richtlinien für Wildschutzzäune an Bundesfernstraßen (Wildschutzzaun-Richtlinien) (WSchuZR)
- Richtlinien für die touristische Beschilderung (RtB) – Ausgabe 2008
- Richtlinien über Abhängigkeiten zwischen der technischen Sicherung von Bahnübergängen und der Verkehrsregelung an benachbarten Straßenkreuzungen und -einmündungen (BÜSTRA)
- Richtlinien über den Vorteilsausgleich bei Änderungen von Anlagen der öffentlichen Versorgung infolge von Straßenbaumaßnahmen
- Richtlinien über die Abstände zwischen Straßen und Flugplätzen
- Richtlinien über die Rechtsverhältnisse an Kreuzungen und Einmündungen von Bundesfernstraßen und anderen öffentlichen Straßen – Straßen-Kreuzungsrichtlinien (StraKR)
- Richtlinien zum Schutz von Bäumen und Vegetationsbeständen bei Baumaßnahmen (R SBB)
- Richtlinie zum Umgang mit Bankettschälgut
- Richtlinien zur Baubetriebsplanung auf Bundesautobahnen (RBAP)
- Richtlinie zur Durchführung von Wirtschaftlichkeitsuntersuchungen im Rahmen von Instandsetzungs-/Erneuerungsmaßnahmen bei Straßenbrücken (RI-WI-BRÜ)
- Richtlinien zur Ermittlung der Vergütung für die statische und konstruktive Prüfung von Ingenieurbauwerken für Verkehrsanlagen (RVP)
- Richtlinien zur Ermittlung und Aufteilung der Kostenmasse bei Kreuzungsmaßnahmen
- Richtlinie zur Überprüfung der Verkehrssicherheit von Bäumen (Baumkontrollrichtlinien)
- Vorbeugende Maßnahmen gegen schädigende Alkalireaktion im Beton (Alkali-Richtlinie)

## Sammlungen
- Straßenbau A–Z, Sammlung technischer Regelwerke und Amtlicher Bestimmungen für das Straßen- und Verkehrswesen herausgegeben von der Forschungsgesellschaft für Straßen- und Verkehrswesen

## Technische Lieferbedingungen
- Technische Lieferbedingungen für Absperrschranken (TL-Absperrschranken)
- Technische Lieferbedingungen für Asphaltgranulat (TL AG-StB)
- Technische Lieferbedingungen für Asphaltmischgut für den Bau von Verkehrsflächenbefestigungen (TL Asphalt-StB)
- Technische Lieferbedingungen für Aufstellvorrichtungen für Schilder und Verkehrseinrichtungen an Arbeitsstellen (TL-Aufstellvorrichtungen)
- Technische Lieferbedingungen für bauliche Leitelemente (TL-Leitelemente)
- Technische Lieferbedingungen für die Bauliche Erhaltung von Verkehrsflächenbefestigungen
- Technische Lieferbedingungen für Baustoffgemische und Böden zur Herstellung von Schichten ohne Bindemittel im Straßenbau (TL SoB-StB)
- Technische Lieferbedingungen für Betonschutzwand-Fertigteile (TL BSWF)
- Technische Lieferbedingungen für Bitumenemulsionen im Straßenbau (TL BE-StB)
- Technische Lieferbedingungen für fahrbare Absperrtafeln (TL-Absperrtafeln)
- Technische Lieferbedingungen für flüssige Beton-Nachbehandlungsmittel (TL NBM–StB)
- Technische Lieferbedingungen für Fugenfüllstoffe in Verkehrsflächen (TL Fug-StB)
- Technische Lieferbedingungen für Straßenbaubitumen und gebrauchsfertige Polymermodifizierte Bitumen (TL Bitumen-StB)
- Technische Lieferbedingungen für Geokunststoffe im Erdbau des Straßenbaues (TL Geok E-StB)
- Technische Lieferbedingungen für Gesteinskörnungen im Straßenbau (TL Gestein-StB)
- Technische Lieferbedingungen für Leit- und Warnbaken (TL-Leitbaken)
- Technische Lieferbedingungen für Leitkegel (TL-Leitkegel)
- Technische Lieferbedingungen für Markierungsmaterialien (TL-M)
- Technische Lieferbedingungen für Bauprodukte zur Herstellung von Pflasterdecken, Plattenbelägen und Einfassungen (TL Pflaster-StB)
- Technische Lieferbedingungen für Baustoffe und Baustoffgemische für Tragschichten mit hydraulischen Bindemitteln und Fahrbahndecken aus Beton (TL Beton-StB)
- Technische Lieferbedingungen für Böden und Baustoffe im Erdbau des Straßenbaus (TL BuB E-StB)
- Technische Lieferbedingungen für polymermodifizierte Bitumenemulsionen für Dünne Schichten im Kalteinbau (TL Pm BE-DSK)
- Technische Lieferbedingungen für Porenfüllmassen und Regeneriermittel auf Bitumenbasis (TL Sbit)
- Technische Lieferbedingungen für Reaktionsharze für Grundierungen, Versiegelungen und Kratzspachtelungen unter Asphaltbelägen auf Beton (TL-BEL-EP)
- Technische Lieferbedingungen für Schutzplankenpfostenummantelungen (TL-SPU)
- Technische Lieferbedingungen für Stahlschutzplanken (TL-SP)
- Technische Lieferbedingungen für Streckenstationen (TLS)
- Technische Lieferbedingungen für Streustoffe des Straßenwinterdienstes (TL-Streu)
- Technische Lieferbedingungen für transportable Lichtsignalanlagen (TL-Transportable Lichtsignalanlagen)
- Technische Lieferbedingungen für transportable Schutzeinrichtungen (TL-Transportable Schutzeinrichtungen)
- Technische Lieferbedingungen für Warnbänder bei Arbeitsstellen an Straßen (TL-Warnbänder)
- Technische Lieferbedingungen für Warnleuchten (TL-Warnleuchten)
- Technische Lieferbedingungen für Waschberge aus der Steinkohlengewinnung als Baustoffe im Straßen- und Erdbau (TL WB-StB)
- Technische Lieferbedingungen für Wasserbausteine (TLW)
- Technische Lieferbedingungen und Richtlinien für Fahrzeuge des Straßenunterhaltungs- und -betriebsdienstes (TLF)
- Technische Lieferbedingungen und Richtlinien für Geräte des Straßenunterhaltungs- und -betriebsdienstes (TLG)
- Technische Liefer- und Prüfbedingungen für vertikale Verkehrszeichen (TLP VZ)

## Technische Prüfvorschriften
- Technische Prüfvorschriften für Asphalt im Straßenbau (TP Asphalt-StB)
- Technische Prüfvorschriften für Boden und Fels im Straßenbau (TP BF-StB)
- Technische Prüfvorschriften für die Erfassung von Substanzmerkmalen (Oberfläche) mit schnellfahrenden Messsystemen (TP Oberflächenbild-StB)
- Technische Prüfvorschriften für Ebenheitsmessungen auf Fahrbahnoberflächen in Längs- und Querrichtung (TP Eben)
- Technische Prüfvorschriften für Fugenfüllstoffe in Verkehrsflächen (TP Fug-StB)
- Technische Prüfvorschriften für Gesteinskörnungen im Straßenbau (TP Gestein-StB)
- Technische Prüfvorschriften für Griffigkeitsmessungen im Straßenbau (TP Griff-StB)
  - Teil: Messverfahren SKM (TP Griff-StB (SKM))
  - Teil: Messverfahren SRT (TP Griff-StB (SRT))
- Technische Prüfvorschriften für hydraulisch gebundene Tragschichten (HGT) (TP HGT-StB)
- Technische Prüfvorschriften für Reaktionsharze für Grundierungen, Versiegelungen und Kratzspachtelungen unter Asphaltbelägen auf Beton (TP-BEL-EP)
- Technische Prüfvorschriften für Tragschichten mit hydraulischen Bindemitteln und Fahrbahndecken aus Beton (TP Beton-StB)
- Technische Prüfvorschriften für Verkehrsflächenbefestigungen - Betonbauweisen (TP B-StB)
- Technische Prüfvorschriften zur Bestimmung der Dicken von Oberbauschichten im Straßenbau (TP D-StB)
- Technische Prüfvorschriften zur Prüfmittelüberwachung im Straßenbau (TP Prüfmittelüberwachung-StB)

## VDI
- VDI 2283 - Emissionsminderung, Aufbereitungsanlagen für Asphaltmischgut, Asphalt-Mischgutanlagen

## Verordnungen
- Fernverkehrswegebestimmungsverordnung
- Verordnung über die Anerkennung als Prüf-, Überwachungs- und Zertifizierungsstelle nach dem Bauproduktengesetz
- Verordnung über die Kosten von Maßnahmen nach dem Eisenbahnkreuzungsgesetz
- Verordnung über die Vergabe öffentlicher Aufträge (Vergabeverordnung – VgV)
- Verordnung über eine allgemeine Richtgeschwindigkeit auf Autobahnen und ähnlichen Straßen (Autobahn-Richtgeschwindigkeits-Verordnung)
- Verordnung über Kreuzungsanlagen im Zuge von Bundesfernstraßen (Bundesfernstraßenkreuzungsverordnung – FStrKrV)
- Verordnung über Sicherheit und Gesundheitsschutz auf Baustellen, Baustellenverordnung, BaustellV
- Verordnung zur Ausdehnung der Mautpflicht auf bestimmte Abschnitte von Bundesstraßen (Mautstreckenausdehnungsverordnung – MautStrAusdehnV)
- Verordnung zur Erhebung, zum Nachweis der ordnungsgemäßen Entrichtung und zur Erstattung der Maut (LKW-Maut-Verordnung – LKW-MautV)
- Verordnung zur Festsetzung der Höhe der Autobahnmaut für schwere Nutzfahrzeuge (Mauthöheverordnung – MautHV) - integriert in BFStrMG
- Verordnung zur näheren Bestimmung des schwerwiegenden Unfalls mit Sachschaden im Sinne des Straßenverkehrsunfallstatistikgesetzes

## Zusätzliche Technische Vertragsbedingungen ZTV
- Zusätzliche Technische Vertragsbedingungen und Richtlinien für Aufgrabungen in Verkehrsflächen (ZTV A-StB)
- Zusätzliche Technische Vertragsbedingungen und Richtlinien für Baumpflegearbeiten im Straßenbau (ZTV Baum-StB)
- Zusätzliche Technische Vertragsbedingungen und Richtlinien für das Herstellen von Brückenbelägen auf Beton (ZTV BEL-B)
- Zusätzliche Technische Vertragsbedingungen und Richtlinien für die Ausführung von Lärmschutzwänden an Straßen (ZTV-Lsw)
- Zusätzliche Technische Vertragsbedingungen und Richtlinien für die Bauliche Erhaltung von Verkehrsflächen – Asphaltbauweisen (ZTV BEA-StB)
- Zusätzliche Technische Vertragsbedingungen und Richtlinien für die Bauliche Erhaltung von Verkehrsflächen – Betonbauweisen (ZTV BEB-StB)
- Zusätzliche Technische Vertragsbedingungen und Richtlinien für die Bauvermessung im Straßen- und Brückenbau (ZTV Verm-StB)
- Zusätzliche Technische Vertragsbedingungen und Richtlinien für die Befestigung ländlicher Wege (ZTV LW)
- Zusätzliche Technische Vertragsbedingungen und Richtlinien für den Bau von Entwässerungseinrichtungen im Straßenbau (ZTV Ew-StB)
- Zusätzliche Technische Vertragsbedingungen und Richtlinien für den Bau von Pflasterdecken und Plattenbelägen (ZTV Pflaster-StB)
- Zusätzliche Technische Vertragsbedingungen und Richtlinien für den Bau von Schichten ohne Bindemittel im Straßenbau (ZTV SoB-StB)
- Zusätzliche Technische Vertragsbedingungen und Richtlinien für den Bau von Tragschichten mit hydraulischen Bindemitteln und Fahrbahndecken aus Beton (ZTV Beton-StB)
- Zusätzliche Technische Vertragsbedingungen und Richtlinien für den Bau von Verkehrsflächenbefestigungen aus Asphalt (ZTV Asphalt-StB)
- Zusätzliche Technische Vertragsbedingungen und Richtlinien für Erdarbeiten im Straßenbau (ZTV E-StB)
- Zusätzliche Technische Vertragsbedingungen und Richtlinien für Fahrzeug-Rückhaltesysteme (ZTV FRS)
- Zusätzliche Technische Vertragsbedingungen und Richtlinien für Fugen in Verkehrsflächen (ZTV Fug-StB)
- Zusätzliche Technische Vertragsbedingungen und Richtlinien für Ingenieurbauten (ZTV-ING)
- Zusätzliche Technische Vertragsbedingungen und Richtlinien für Landschaftsbauarbeiten im Straßenbau (ZTV La-StB)
- Zusätzliche Technische Vertragsbedingungen und Richtlinien für Markierungen auf Straßen (ZTV M)
- Zusätzliche Technische Vertragsbedingungen und Richtlinien für Sicherungsarbeiten an Arbeitsstellen an Straßen (ZTV-SA)
- Zusätzliche Technische Vertragsbedingungen und Richtlinien für Tragschichten im Straßenbau (ZTV T-StB) - in Teilen ersetzt durch ZTV SoB-StB und ZTV Beton-StB
- Zusätzliche Technische Vertragsbedingungen und Richtlinien für vertikale Verkehrszeichen (ZTV VZ)
- Zusätzliche Technische Vertragsbedingungen - Wasserbau (ZTV-W)

## Zusätzliche Vertragsbedingungen
- Zusätzliche Vertragsbedingungen für die Ausführung von Bauleistungen im Straßen- und Brückenbau (ZVB/E-StB)
- Zusätzliche Vertragsbedingungen für die Ausführung von Lieferungen und Leistungen – ausgenommen Bauleistungen – im Straßen- und Brückenbau (ZVB (VOL)-StB)